# Massif de l'Hautil
Le massif de l'Hautil est une vaste butte délimitée au sud par les coteaux abrupts de la vallée de la Seine, à l'est par la vallée de l'Oise, à l'ouest par l'Aubette, et au nord par le plateau du Vexin français, à proximité de la ville nouvelle de Cergy-Pontoise et à trente kilomètres environ au nord-ouest de Paris. Son sommet est un plateau d'environ 6 km de long sur 1 km de large.
Il est un des points culminants de l'Île-de-France avec 184 mètres. Son relief qui se détache des plaines environnantes lui a valu d'être appelé « Haute-Isle » puis « montagne de l'Hautie » et « montagne de l'Hautil ».

## Administration
Plusieurs communes à cheval sur 2 départements sont situées sur les flancs ou au pied du massif : Vaux-sur-Seine, Triel-sur-Seine, Chanteloup-les-Vignes, Maurecourt et Andrésy dans les Yvelines ; Jouy-le-Moutier, Vauréal, Boisemont, Courdimanche et Menucourt dans le Val-d'Oise.
Une partie du massif de l'Hautil située sur la commune de Triel-sur-Seine est classée Espace naturel sensible (ENS) en 2015 par le département des Yvelines. En 2019, le département du Val-d'Oise a, à son tour, classé en ENS les lisières de la forêt de l’Hautil à Boisemont et Jouy-le-Moutier.
Le nom « Hautil » est porté par le lycée de Jouy-le-Moutier. Il est aussi utilisé par le canton couvrant le versant nord du massif (le canton de l'Hautil), côté Val-d'Oise.

## Géologie
Le massif de l'Hautil est une butte-témoin, correspondant à un reliquat d'une couche géologique qui se retrouve à Cormeilles-en-Parisis et à Montmartre, composée de gypse, sur huit à dix mètres d'épaisseur. Cette roche sédimentaire est apparue au Ludien (correspondant à l'Éocène supérieur, il y a environ de 37 à 33 millions d'années), par l'évaporation de lagunes.
Une couche de marnes supragypseuses protège le gisement de l'érosion, le tout couvert par des dépôts de sables de Fontainebleau (du Stampien, soit l'Oligocène moyen). La butte porte une forêt de 1 250 hectares et marque la limite entre le nord des Yvelines et le sud-ouest du Val-d'Oise et son sommet est un plateau d'environ 6 km de long sur 1 km de large.

## Histoire

### Premières occupations
Le massif semble avoir été habité dès le Néolithique, par des populations de type chasséen, avec un mode de peuplement proche de celui observé sur la butte de Montmorency située à proximité. Des traces d’occupation protohistoriques ont été retrouvées dans les vallées perchées situées au-dessus de Vaux-sur-Seine, et connues sous le nom de « Grandes gorges ». Deux vestiges d’enceintes ont en effet été identifiés : au lieu-dit le « Camp de César » (bien antérieur en réalité à la conquête romaine) et aux « Fortes-Terres », sur un éperon dominant la vallée de la Seine.
Par ailleurs, de petites pierres levées peuvent être trouvées dans la forêt. Certaines de ces pierres levées semblent avoir été utilisées pour borner le massif, d’autres auraient pu avoir une fonction religieuse. Certaines pierres ont d’ailleurs été christianisées comme la pierre dédiée à Notre-Dame du Bon secours.
À l’époque gallo-romaine, le peuplement se concentre principalement dans le fond des vallées. Les premiers vignobles sont implantés au moment de la christianisation de la Gaule, les chrétiens popularisant progressivement la consommation du vin au détriment de la cervoise.

### Vignes, pâtures et terrain de chasse au Moyen Âge
Le massif de l’Hautil offre un site favorable à la culture de la vigne. Les versants exposés au soleil levant (à Chanteloup-les-Vignes, Andrésy, Jouy-le-Moutier et Vauréal) lui assurent un bon ensoleillement, tandis que la proximité de la Seine lui permet un bon acheminement par voie fluviale, l’accès à une clientèle parisienne abondante, ainsi que la proximité d’une main-d’œuvre nombreuse et qualifiée.  
Pendant près de 1 000 ans, des vignes vont donc être exploitées sur le massif mais aussi dans le fond des vallées environnantes. Le « vin de France » constituait au Moyen Âge un vin blanc assez renommé. Louis VII a par exemple offert du vin de Triel à l’église de Canterbury à l’occasion de la canonisation de Thomas Beckett. Au Moyen Âge, de nombreux vignobles sont rattachés à l’abbaye de Saint-Denis.
Les vignes ont progressivement disparu à partir du XIXe siècle. Avec l’essor du chemin de fer, les coûts de transport diminuent et les vins du Languedoc et du Bordelais — bien moins chers et plus alcoolisés — deviennent plus abordables pour les foyers parisiens.
Depuis les temps immémoriaux, le plateau fut abandonné à la pâture des bestiaux et les habitants tiraient des pierres pour bâtir et les pauvres en écrémait la surface pour faire des mottes à brûler pour leur chauffage pendant l'hiver. En 1500 Triel fut obligée de payer au receveur des Domaines du Roi 300 écus d'or pour la tolérance d'y faire pâturer les bestiaux. Les différents titres établissant les droits des habitants de Triel sur cette colline furent confirmés, entre autres, en 1547, 1560, 1603, 1651.

Au milieu du XVIIe siècle, des veneurs disposant de l'autorité royale en firent une nouvelle destination. Les anciennes routes furent fermées et de nombreuses nouvelles routes furent ouvertes, mais fermées par des barrières. Le lieu servit désormais de terrain de chasse au Roi.

Après les édits royaux de 1764, sur les défrichements, les propriétaires des fiefs voulurent s'attribuer des droits sur la colline. Les religieuses de l'abbaye de Poissy, en qualité de Dames de Pissefontaine, aliénèrent, en 1764, 100 hectares de ce planitre en faveur de 3 particuliers qui en défrichèrent une partie et en abandonnèrent l'autre en raison de son peu de rapport. Suivant leur exemple, le seigneur de Failly fit entourer de murs la partie qui servait de pâture aux bestiaux de Chanteloup et réclama 54 hectares qui entouraient ses bois pour agrandir son parc. Ainsi la pâture de l'Hautil fut fermée aux bestiaux des habitants de Chanteloup. Les spoliations continuèrent durant les troubles de la période révolutionnaire si bien que justice ne fut rendue qu'en 1830.

### Carrières à l'ère industrielle
Le gypse de l'Hautil a été exploité à partir de la fin du XVIIIe siècle pour faire du plâtre. 
En 1764, Hocquart de Coubron achète le fief de Vaux et se lance dans l’exploitation des carrières de gypse. Il installe aussi un « port à plâtre » au niveau de Port-Maron, en amont de la Seine, alors que le « port à vin » est implanté en aval de Vaux. Un troisième port est localisé en plein centre de Vaux.
En 1770, Hocquart de Coubron construit une manufacture de porcelaine dans le hameau de Fort-Vache, à Vaux, en exploitant notamment le kaolin extrait de l’Hautil. 
L'exploitation du gypse devient très importante à partir du XIXe siècle. De nombreuses carrières sont creusées, en particulier à Triel-sur-Seine, comme celle des Fontenelles et de la Bérengère, mais aussi à Vaux-sur-Seine comme celle de Fort-Vache ou de Saint-Nicaise.
Pendant la Seconde Guerre mondiale, les carrières de Triel sont utilisées comme abri à partir de 1942. En août 1944, 4 000 Triellois se sont réfugiés pendant quatre jours dans les carrières pour fuir les combats.
Les carrières sont aujourd'hui fermées et interdites d'accès. Le paysage de l’Hautil reste cependant marqué par ce passé minier. Des fontis se forment régulièrement et de nombreuses mares résultent de l'effondrement souterrain de carrières. De nombreuses parties de la forêt de l'Hautil sont interdites au public en raison d'un risque élevé de fontis. Le 11 mars 1991, un jeune homme a disparu en essayant de rattraper une caravane qui était aspirée par un éboulement souterrain à Chanteloup-les-Vignes. Le 21 octobre 2000, une famille de Triel-sur-Seine a vu une partie de son terrain s'enfoncer brutalement.

### Forêt contemporaine
Au XVIIIe siècle, la carte de Cassini montre que la forêt a quasiment disparu du massif de l’Hautil, à l’exception des vallées perchées autour de Vaux. Le massif est recouvert à l’époque de landes, utilisées par les paysans comme pâture pour les bêtes. 
Le 13 août 1766, afin de résoudre des conflits de propriété récurrents sur l’Hautil, Louis XV accorde par décret la propriété aux paysans défrichant les terres de l’Hautil. Les sols s’avèrent cependant peu propices à l’agriculture, et leur exploitation est vite abandonnée, laissant la forêt reprendre progressivement le dessus sur le haut du massif.
On peut actuellement distinguer parmi les 1 250 ha de superficie des Bois de l'Hautil, au nord-ouest la Forêt Départementale de l'Hautil de 129 ha (Val-d'Oise) et la Forêt Domaniale de l'Hautil de 379 ha (Yvellines) créée en 1970. Il s’agit de la dernière forêt de ce type créée dans la région Île-de-France.  

Vue panoramique sur la région parisienne depuis la forêt de l'Hautil.